# Kościół św. Marcina w Chwalborzycach
Kościół św. Marcina – rzymskokatolicki kościół parafialny w Chwalborzycach, w powiecie łęczyckim, w województwie łódzkim (gmina Świnice Warckie). 

## Historia
Początki parafii wiążą się z klasztorem cysterskim w Koronowie, skąd w 1297 przywędrował jeden z zakonników, poszukując w tych okolicach warunków do życia pustelniczego (wybudował tu własnoręcznie z kamieni i cegieł kapliczkę). Zmarł w 1309 i został pochowany na miejscu (ślady kapliczki czytelne były jeszcze po 1945 na lokalnym cmentarzu). Parafia we wsi erygowana została w 1311. Pierwsza świątynia wybudowana została w tym miejscu w 1416 (wzmiankowany jest wówczas ksiądz Lambert), a następna w latach 1771-1776 (pierwszy kościół spłonął w wyniku uderzenia pioruna). Fundatorami drugiej świątyni byli Marianna z Przeradzkich Morawska i Antoni Morawski. Był to obiekt drewniany, jednonawowy, oszalowany, konstrukcji wieńcowej, z kruchtą zlokalizowana od zachodu i dwuspadowym dachem krytym blachą z sygnaturką. Na belce tęczowej umieszczono grupę pasyjną w stylu barokowym. Wnętrze zawierało pięć barokowych ołtarzy (XVIII wiek) i rokokowy chór organowy. W ołtarzu głównym znajdował się XVII-wieczny obraz Matki Boskiej z Dzieciątkiem w srebrnej sukience z 1757. Ołtarze boczne zawierały obrazy: świętego Marcina, świętego Jana Nepomucena i świętego Mikołaja (nawa), Ukrzyżowanie Jezusa Chrystusa, Matka Boska Siedmiu Boleści, świętego Rocha w rokokowej srebrnej sukience i świętego Antoniego (kaplice boczne). Wyposażenie uzupełniała barokowa chrzcielnica w formie zbliżonej do ołtarzowej. 
Kościół ten spłonął w 1977. Z inicjatywy księdza Ryszarda Konstanciaka rozpoczęto budowę nowej, modernistycznej świątyni, którą wzniesiono w latach 1978-1979 według projektu poznańskiego architekta, specjalizującego się w obiektach sakralnych - Aleksandra Holasa. Jej patronem został św. Marcin (poprzednim patronem by św. Roch).
W 1999 biskup włocławski Bronisław Dembowski poświęcił nową plebanię. W 2011 kolejny biskup włocławski Wiesław Mering przewodniczył obchodom 700-lecia istnienia parafii chwalborzyckiej.

## Otoczenie
Przy kościele stoi stara dzwonnica i kapliczka maryjna wybudowana przez A. Maciejewskiego we wrześniu 1947.

## Galeria

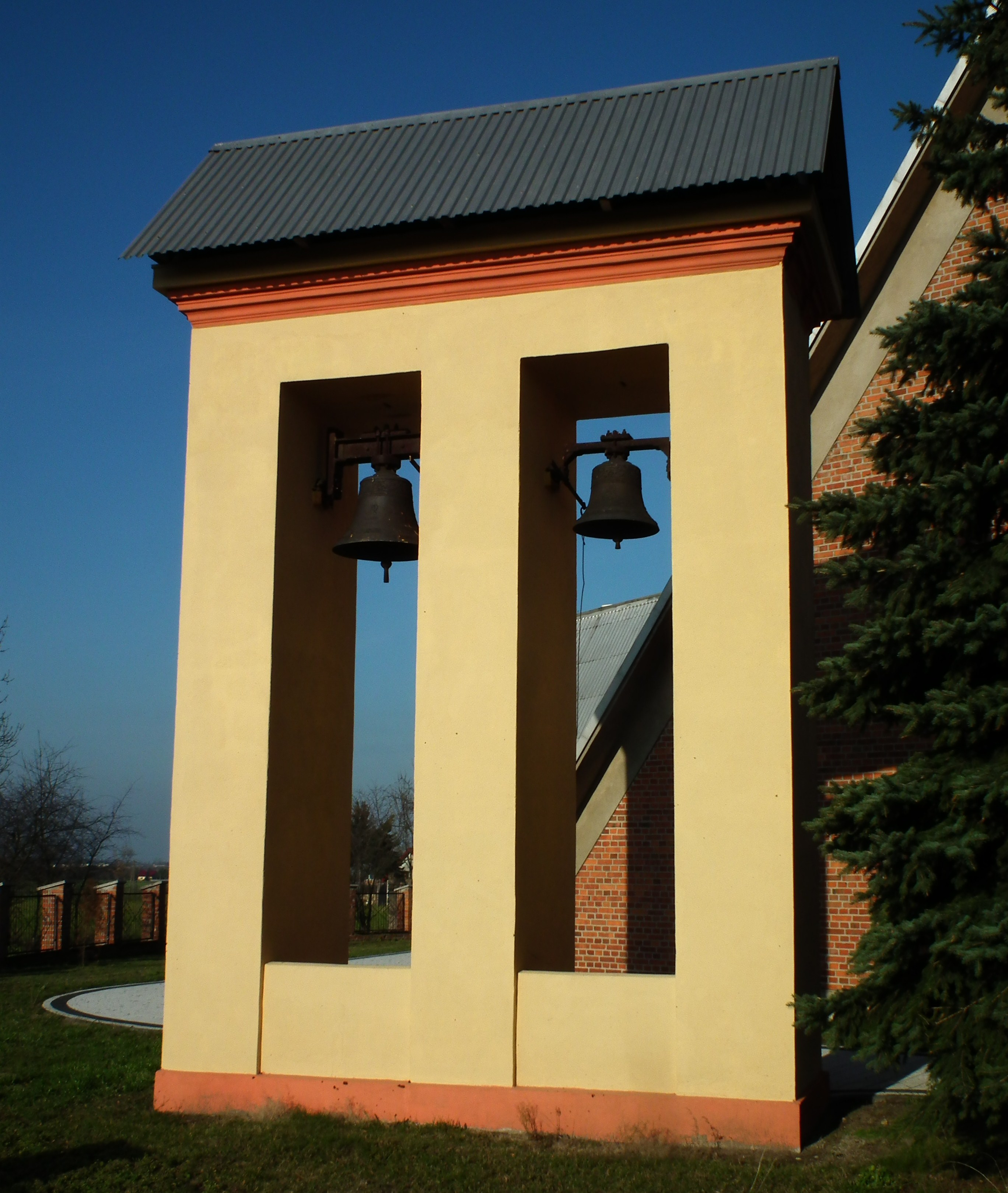
Stara dzwonnica
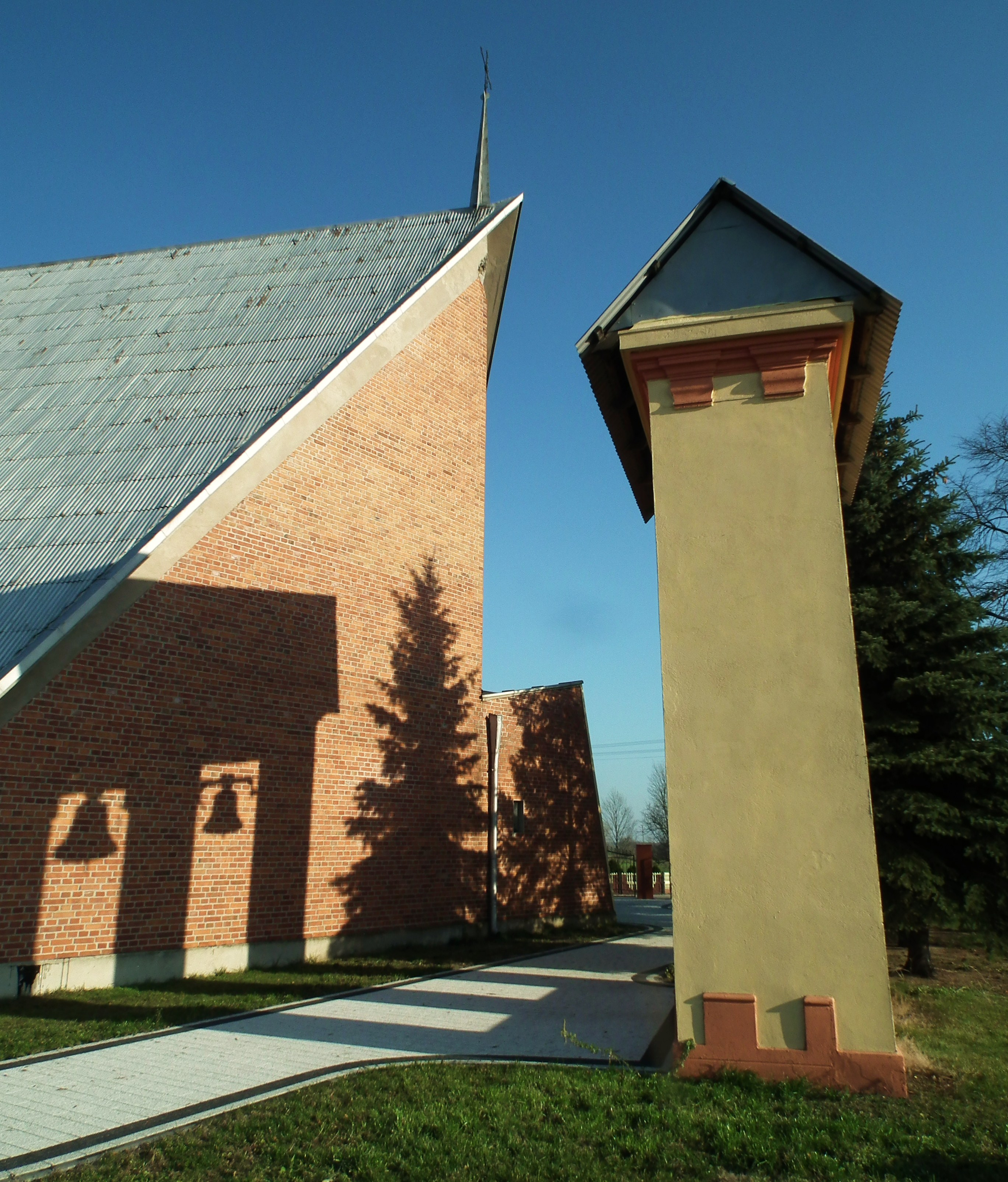
Fragment założenia
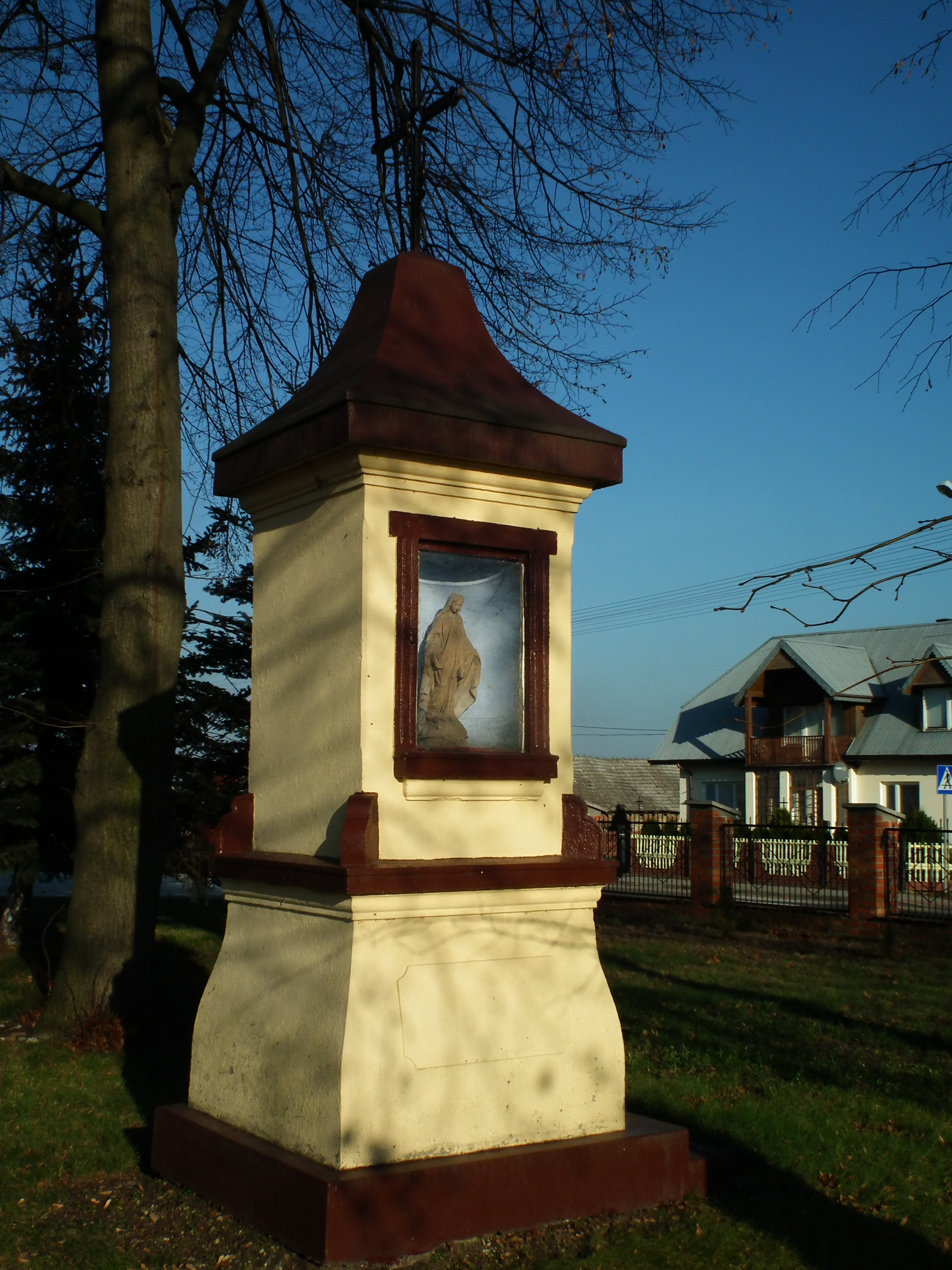
Kapliczka z 1947